# Développement de Grand Theft Auto V
Pour un article plus général, voir Grand Theft Auto V.

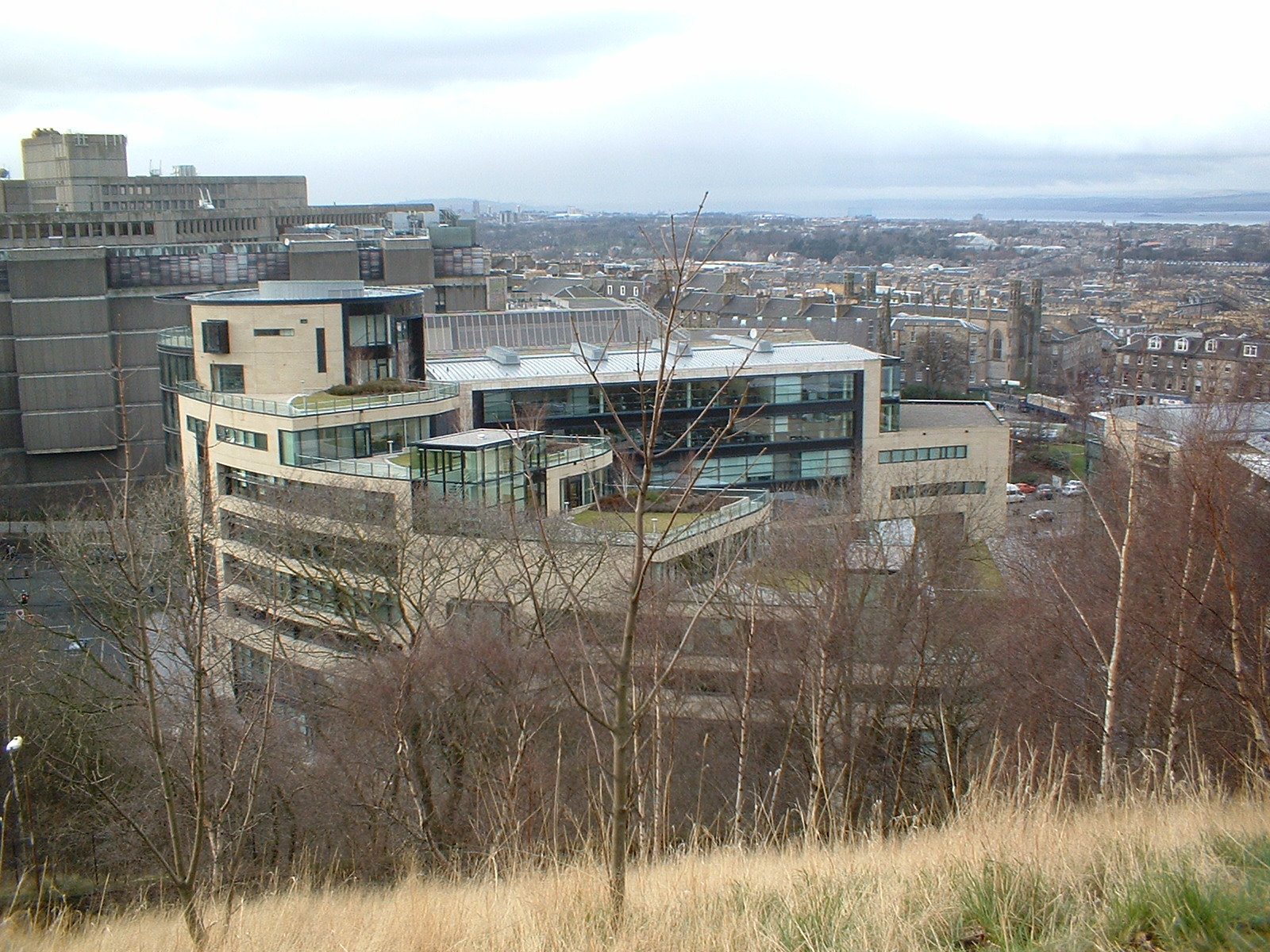
Siège de Rockstar North à Édimbourg, en Écosse.

Le développement de Grand Theft Auto V est assuré par le studio Rockstar North. Il débute à la fin de l'année 2008, peu de temps après la sortie de Grand Theft Auto IV et dure jusqu’à l'été 2013. Le jeu est officieusement annoncé en octobre 2009 lors d'une interview de Dan Houser puis officiellement le 25 octobre 2011 par la présence du logo officiel du jeu en plein écran sur le site officiel de Rockstar Games. La première bande-annonce est mise en ligne le 2 novembre 2011, après quoi Rockstar ne donne plus aucune nouvelle du jeu pendant huit mois, préférant se concentrer sur la promotion et la commercialisation de Max Payne 3. Néanmoins, à partir de juillet 2012, l'éditeur continue de distiller les informations au compte-gouttes, elles sont cependant de plus en plus fréquentes, et des informations, images, et démonstrations de gameplay apparaissent jusqu'à la sortie du jeu, le 17 septembre 2013. Le coût du développement s'élève à 137 millions de dollars.

## Début
Le développement de Grand Theft Auto V commence à la fin de l'année 2008, peu de temps après la sortie de Grand Theft Auto IV,. Le coût de ce développement s'élève à 137 millions de dollars hors campagne publicitaire. Lors d'une entrevue effectuée au quotidien britannique The Times en novembre 2009, Dan Houser, l'un des producteurs de la franchise Grand Theft Auto, discute de son travail et notamment du futur de la franchise. Houser explique qu'il prévoit de coécrire un scénario qui pourrait atteindre 1 000 pages. Dans cette même entrevue, Houser explique également le fonctionnement de la compagnie vis-à-vis de la création de nouveau jeu, ce qui implique d'abord la conception de la ville, et ensuite des personnages,,. Avant que le jeu ne soit officiellement annoncé, quelques légères fuites ont été diffusées, supposées faire partie intégrante de la production GTA comme des sites internet, des castings sur les nouveaux personnages de la franchise ainsi que l'affirmation du rédacteur IGN concernant la commercialisation du jeu vidéo en 2012. Les premières diffusions du jeu ont été mises en ligne en février 2011. Les musiques d'ambiance (dans le menu pause, à la fin de chaque mission, etc.) ou présentes dans les scènes cinématiques du jeu sont composées par Michael Hunter qui a déjà travaillé sur Grand Theft Auto: San Andreas et Grand Theft Auto IV.
Lors d'une entrevue en juin 2011 dans le magazine PSM3 (en), le cofondateur de Team Bondi, Brendan McNamara, répond à plusieurs questions concernant un éventuel développement du jeu Rockstar (qui avait auparavant édité L.A. Noire en 2011) par le biais du système MotionScan. McNamara pense qu'il y aurait effectivement une possibilité et que même si L.A. Noire est énorme, Grand Theft Auto l'est encore beaucoup plus et tout ce qui pose problème concernant la taille du casting ou le nombre de phrases à enregistrer. Selon lui, le studio accepterait volontiers le système MotionScan. Alex O'Dwyer, employé de chez Rockstar North en tant qu'animateur de personnage, mentionne sur son CV, posté sur le réseau social Linkedin, avoir travaillé sur GTA V et indique une sortie du jeu pour octobre 2012. Peu de temps après que cette information ait filtrée sur le forum anglophone spécialisé GTAForums.com, le CV ainsi que le profil de O'Dwyer ont alors été supprimés.

## Annonce

Logo du jeu Grand Theft Auto.

### 2011
Le 25 octobre 2011, Rockstar Games annonce Grand Theft Auto V par le biais de leur compte Twitter officiel, sous le hashtag #GTAV et un lien renvoyant à leur site dévoilant le logo du jeu. La représentation du chiffre romain « V » du logo, notamment surmonté du bandeau « Five », est stylisé à la manière d'un billet de banque américain produit entre les années 1878 et 1960,,. Malgré les diverses rumeurs qui lui ont été associées, le jeu vidéo est officiellement annoncé,. Le 26 octobre 2011, Rockstar lance un compte à rebours de lancement de la première bande-annonce de Grand Theft Auto V sur sa page d'accueil. Take-Two Interactive, la société mère de Rockstar Games, voit son action en bourse bondir de 7 % à la suite de l'annonce du développement du jeu. Au même moment, le site de jeux vidéo Kotaku prétend d'après « une source proche du jeu » que les rumeurs selon lesquelles Rockstar s’attèlerait à la création d'un Los Angeles plus vrai que nature « sont vraies ». Kotaku ajoute que GTA V sera comme « une sorte de L.A. miniature » et que selon d'autres sources, il sera possible d'incarner dans le jeu plus d'un protagoniste,.

### 2012
Le 12 juillet 2012, brisant un silence de huit mois depuis les premières annonces, Rockstar Games, au cours d'une séance de questions/réponses avec les internautes, dévoile deux captures d'écran issues du jeu, offrant un panorama, réduit, de la ville de Los Santos (un depuis un hélicoptère de la police, l'autre depuis un ponton). Le studio demande par la même occasion aux joueurs de patienter un peu, s'excusant pour le manque de nouvelles, et indique que de nouvelles informations seront bientôt dévoilées. Un mois plus tard, le 20 août 2012, Rockstar dévoile trois nouveaux screenshots sur le thème des transports (montrant respectivement une voiture de sport, baptisée Cheetah dans la saga, un vélo, et un avion de chasse) et indique que d'autres images suivront dans la même semaine. Ainsi, deux jours plus tard, la société de développement met en ligne trois nouvelles images du jeu autour du thème des loisirs (montrant un parachute, des motos-cross et un court de tennis). Enfin, le 24 août 2012, Rockstar Games dévoile quatre nouvelles images basées sur les « affaires » (business), représentant notamment des courses-poursuites et fusillades avec la police et un avion de tourisme. Le 11 octobre 2012, Andy McNamara, rédacteur en chef du magazine américain Game Informer, annonce sur Twitter que la présentation du jeu à quelques journalistes du monde entier à New York (ville où se trouve le siège de Rockstar Games) et qu'il fera la une du numéro de décembre (Game Informer étant le premier magazine auquel Rockstar donne des informations exclusives pour tous ses jeux depuis Grand Theft Auto III),,.

### 2013
La sortie initiale de GTA V est, dans un premier temps, officiellement prévue au printemps 2013 sur consoles PlayStation 3 et Xbox 360, cependant Rockstar annonce le 31 janvier 2013 son désir de vouloir peaufiner le jeu, et repousse alors la sortie au 17 septembre 2013,. Après quelques semaines de silence à la suite de l'annonce du report du jeu, Rockstar Games dévoile le 27 mars 2013 de nouvelles images, baptisées Sunsets, Seas, Skies and So On..., montrant notamment les paysages de Los Santos, comme les fonds marins ou un orage, ou encore le retour de la sulfateuse comme arme. À partir du 30 mars 2013 jusqu’au 4 avril 2013, la jaquette du jeu est peinte sur le mur d'un bâtiment new-yorkais, au coin de la 7th Avenue et de Greenwich Avenue. Le 2 avril, le studio de développement dévoile enfin la couverture de GTA V en version numérique ; celle-ci s'inscrit dans la droite ligne des jaquettes de la série depuis GTA III. Le 16 avril, Rockstar Games poste deux nouveaux artworks permettant de présenter les différentes façons de s'enfuir après un braquage. Le 22 avril 2013, Rockstar Games publie sur son site un article sur la religion Epsilon Program, parodie de la Scientologie, déjà aperçue dans San Andreas et qui sera de nouveau présente dans GTA V. Trois jours plus tard, Rockstar Games annonce pour le 30 avril suivant une série de bandes-annonces comprenant l'histoire respective de chacun des protagonistes du jeu vidéo.
Le 23 mai 2013, deux éditions supplémentaires en plus de l'édition standard du jeu ont été annoncées en pré-commande par Rockstar Games,,,. La première est l'édition spéciale contenant, entre autres, un coffret métal illustré d'artworks exclusifs de Michael, Trevor et Franklin ; une carte de 55x68cm représentant Los Santos et Blaine County avec des indications de quelques lieux intéressants ; des boosts pour chacune des capacités spéciales des trois protagonistes qui permet une régénération 25 % plus rapide ; des épreuves d'acrobaties aériennes supplémentaires ; et des tatouages et vêtements bonus pour Michael, Franklin et Trevor, ainsi que des offres spéciales dans certains magasins du jeu. La seconde est l'édition collector contenant tout le contenu de l'édition spéciale ; un sac de sécurité (style banque) de 27x22 cm ; une casquette New Era 9FIFTY avec le logo Los Santos ; des anciens personnage issus de la saga Grand Theft Auto à utiliser dans le système de création de personnage du multijoueur ; un garage pour conserver des véhicules personnalisés. Il contiendra directement (en mode solo) un hotrod Hotknife style années 1930 et un vélo CarbonRS ; le tout sera contenu dans une boîte Premium au logo Grand Theft Auto V. De plus, toute précommande (quelle que soit l'édition, même celle de base) sera récompensée par la possibilité de piloter le ballon dirigeable Atomic. Le 24 mai, lors d'une preview russe, il est annoncé que Rockstar Games prévoit des DLC et certains seront gratuits. Ils devraient être de petite taille. Lors de l'E3 2013, durant la conférence de la firme japonaise Sony, un pack exclusif est annoncé comprenant une console PlayStation 3 500 Go, le jeu Grand Theft Auto V, une manette DualShock 3 ainsi qu'un abonnement de 30 jours au PlayStation Plus, disponible le 17 septembre au coût de 299 $. Au cours de cette annonce sont montrés des visuels du jeu qui seront disponibles le lendemain sur le site de Rockstar Games,,.
Le 2 juillet 2013, Rockstar Games annonce dans un article de questions-réponses que GTA V nécessitera une installation sur le disque-dur d'une console pour être jouable. En effet, la version Xbox 360 est stockée sur deux DVD, le premier pour l’installation, le second pour avoir accès au contenu. En revanche, la version PlayStation 3 est stockée sur un seul Blu-ray. Par la même occasion, Rockstar annonce que le multijoueur de GTA V se nomme Grand Theft Auto: Online et que plusieurs vidéos de gameplay seront disponibles avant la sortie du jeu. Le 5 juillet 2013, deux grands artworks sont postés sur le site de Rockstar Games. Trois jours plus tard, Rockstar annonce la sortie d'une vidéo de gameplay pour le lendemain, soit le 9 juillet 2013 à 14 heures UTC. Le 9 juillet, le jour où la vidéo de gameplay est mise en ligne, sortent deux articles questions-réponses sur le site de Game Informer. Le premier questions-réponses donne des informations sur la customisation des véhicules et le second sur les gunfights du jeu,. Le 10 juillet, CVG et JeuxActu mettent en ligne une interview de Leslie Benzies, président de Rockstar North, et Imran Sarwar, producteur et concepteur en chef, où sont données quelques informations concernant le jeu. Lors du 29 juillet, Rockstar Games publient une nouvelle série de 12 screenshots du jeu où peuvent être visionnés yacht, hélicoptères, courses poursuites, véhicules modifiés et les 3 protagonistes.
Le 12 août 2013 est annoncé la sortie du trailer de gameplay de Grand Theft Auto: Online par Rockstar Games. Le 13 aout, Rockstar Games met à jour le site de GTA V en y postant des sections interactives et touristiques afin de se renseigner sur la politique, le système de santé, les vendeurs d'armes, les compagnies aériennes et bien d'autres aspects du monde du jeu.
Le 20 août 2013, Leslie Benzies, directeur chez Rockstar Games, a révélé un détail croustillant au site espagnol 3DJuegos. Lors d'une longue interview, l'homme est revenu sur quelques aspects du multijoueur, notamment le nombre de "missions" disponibles. Nous savions déjà que le mode multijoueur serait scénarisé et disposerait d'un aspect "progression" permettant de déverrouiller au fur et à mesure des missions plus variées et plus difficiles, mais ce que nous ignorions, c'était leur nombre. En effet, pas moins de 700 missions ont été annoncées dont 500 accessibles de manière permanente. Un bien grand nombre, qui cache théoriquement de multiples variantes d'objectifs et modes de difficulté. De plus, ce contenu sera évidemment étoffé par l'arrivée de l'éditeur de course et de deathmatchs, permettant ainsi au public de proposer à la communauté ses propres challenges et créations. D'ailleurs, Benzies n'exclut pas la possibilité de permettre aux joueurs la création de missions complexes. Le développeur avoue également que la limite des 16 joueurs a été fixée en raison des restrictions de mémoire sur consoles. Le 23 août, Rockstar met de nouveau à jour le site de GTA V avec toujours plus d'interactivité et d'information. Rockstar Games profitent de l'occasion pour dévoiler 8 nouveaux visuels du jeu. Le 26 juillet 2013 est annoncé que GTA V est officiellement terminé et prêt à être envoyé en usine. Le 27 août, les développeurs dévoilent plus d'informations sur le contenu des deux éditions du jeu. Le même jour, Rockstar Games annoncent un nouveau trailer officiel pour le jeudi 29 août 2013. Le 28 août, Rockstar Games publient des informations sur le système hiérarchique des crews, permettant d'en savoir plus sur les différents grades à l'intérieur d'une crew. Un jour plus tard, c'est le trailer officiel qui est dévoilé par le développeur. Durant le même jour, le magazine Rolling Stone dévoile que la soundtrack de GTA V sera la plus complète de la série et qu'elle contiendra 240 chansons réparties sur 15 stations de radio. Des grands noms de la musique ont participé à la création de la bande-son, parmi lesquels Nate Williams, DJ Pooh, Pam Grier, Bootsy Collins et Kenny Loggins.
Le 6 septembre 2013, le site officiel de GTA V est mis à jour avec trois nouvelles catégories : sécurité, sports & loisirs et musiques. La première catégorie présente la présence policière dans la ville de Los Santos, la seconde présente les différentes activités pouvant être pratiquées dans cette dernière et la troisième dévoile un aperçu de quelques radios du jeu.Le 7 septembre 2013, alors que GTA V sur PlayStation 4 et Xbox One n'a pas été annoncé, Phil Hooker de Rockstar North dévoile sa vision des choses chez IGN. Selon lui, GTA V est quasiment un jeu next-gen :
« Après avoir développé GTA IV, notre équipe était familière avec les consoles actuelles. Nous pouvions donc rendre chaque aspect du jeu meilleur, proposer un gameplay plus riche et plus fluide. Finalement, nous avons dépassé nos espérances et durant le développement je pense que tout le monde a été surpris par les améliorations graphiques, par les nouveaux mécanismes, ou l'IA ou la portée des missions. Nous espérons que les joueurs pourront voir ces améliorations en un éclair, car pour nous, en comparaison de GTA IV, GTA V est un jeu next-gen. »
Le même jour, Dan Houser, cocréateur de Rockstar nous en apprendre un peu plus sur la durée de vie du jeu. Interrogé par The Guardian sur l'éventualité d'une adaptation en film, il déclare :
« Nous avons un jeu open world qui se déroule sur 100 heures et qui donne au joueur le contrôle sur ce qu'il fait, ce qu'il voit et comment il le voit. Un monde dans lequel on peut tout faire depuis un cambriolage de banque jusqu'à la leçon de yoga à la télé. Comment voulez-vous condenser tout cela en 2 heures ? »
Le 9 septembre 2013, il est annoncé que GTA V aurait coûté plus de 202 millions d'euros. Ce budget, qui en ferait le jeu le plus cher de l'histoire devant Star Wars: The Old Republic à 150 millions d'euros, prendrait en compte le coût du développement mais aussi celui plus important du marketing (publicité, réalisation de trailers...). Le développement à lui seul aurait mobilisé 300 personnes pendant 5 ans. Durant le même jour, Rockstar Games envoient une image exclusif à chaque fan sites en rapport avec GTA. Cette image présente une guerre des gangs.

## Bandes-annonces
La première bande-annonce, que Rockstar met en ligne le 2 novembre 2011 à 17 h (UTC), dure une minute et vingt-quatre secondes,. Donnant aux fans un aperçu du futur gros titre de la franchise, la bande-annonce révèle le déroulement du jeu à Los Santos, la ville fictive de Los Angeles, revisitée et remodélisée depuis son passage dans San Andreas, entourée de sa Californie natale qui inclut Hollywood (Vinewood) ainsi que ses collines et vallées rurales. La musique utilisée dans la bande-annonce est Ogdens' Nut Gone Flake du groupe britannique The Small Faces,,. Le narrateur, qui se révèlera plus tard être Michael (l'un des trois personnages jouables), annonce les grandes lignes du scénario ; il s'est installé sur la côte Ouest des États-Unis afin de mener la grande vie, une vie luxueuse et exemplaire, et oublier ses précédentes activités, peu recommandables, mais il sera rattrapé par celles-ci. Rockstar Games annonce le 3 novembre 2011, via son site internet officiel, que l'aire de jeu du prochain Grand Theft Auto se situera dans la ville de Los Santos et ses environs, laissant suggérer, sans toutefois l'indiquer clairement, que la carte ne reprendra pas l'intégralité de l'État de San Andreas comme cela fut le cas dans le jeu éponyme de la série,,. Par ailleurs, l'histoire se basera essentiellement sur la quête de l'argent,.
Le 14 novembre 2012, la deuxième bande-annonce de GTA V est dévoilée à 17 h (UTC) et dure une minute et cinquante-deux secondes. Elle présente plus en détail les trois personnages jouables, notamment Trevor qui semble détenir un business de drogues, quelques missions, mais aussi la présence d'animaux tels que le chien, ainsi qu'un accident de trains. La conduite des trains comme dans San Andreas semble alors possible. La présence de la faune comme dans Red Dead Redemption du même éditeur a été confirmée par Leslie Benzies, producteur. La musique utilisée dans la bande-annonce est Skeletons du chanteur américain Stevie Wonder. À la veille de Noël, le 24 décembre 2012, Rockstar publie cinq nouvelles captures d'écran présentant, notamment, l'environnement aquatique déjà évoqué dans les différents articles de presse : sa faune (comme le requin), et ses véhicules (comme le sous-marin de poche).
Le 30 avril 2013, Rockstar Games publie, à 15 heure UTC, trois bandes-annonces : une pour chacun des personnages. Elles permettent d'en savoir un peu plus sur la nature, le mode de vie et le caractère des différents personnages. La chanson utilisée pour la bande-annonce de Michael est Radio Ga Ga du groupe de rock britannique Queen ; celle de la bande-annonce de Franklin, Hood Gone Love It des rappeurs américains Jay Rock et Kendrick Lamar ; et enfin celle de la bande-annonce de Trevor, Are You Sure Hank Done It this Way du chanteur de country américain Waylon Jennings. Le 2 mai 2013, de nombreux sites web français dont Gameblog, Jeuxvideo.com et JeuxActu, mais également de nombreux autres sites web livrent différentes annonces de GTA V. Dans ces annonces, des informations sont données concernant la ville de Los Santos et de Blaine County, des personnages principaux, des braquages, des activités et du système de combat. Le 3 mai 2013, Rockstar Games publient toutes les captures d'écran du jeu qui ont permis d'illustrer les différentes bandes-annonces. Le 7 mai, quelques captures d'écran supplémentaires sont publiées sur le site de Rockstar Games.
Le 9 juillet 2013 à 16 heures est publié par Rockstar Games, le premier trailer de gameplay de GTA V. Ce gameplay montre en un peu plus de 4 minutes, pratiquement la totalité de ce qu'a été officialisé auparavant par l'éditeur. Chasse, golf, tennis, plongée sous-marine, customisations de véhicules, tatouages, achats de vêtements et de propriétés, courses de vélo, sauts en parachute, courses poursuites, scènes de braquages, la situation des personnages et le système de switch sont présentés. La possibilité de mettre en bourse notre argent est également annoncé. À la fin de la vidéo est montré rapidement Grand Theft Auto: Online, le mode multijoueur de GTA V, et il est dit que ce mode sera présenté bientôt. Rockstar Games précise également que ce gameplay a été entièrement produit grâce au moteur du jeu et qu'il a été réalisé sur PlayStation 3.
Le 15 août 2013 à 16 heures est publié sur le site officiel de Rockstar Games le trailer de gameplay de Grand Theft Auto: Online. Il s'agit d'un mode multijoueur inclus dans Grand Theft Auto V mais lancé le 1er octobre 2013. Les modes de jeux en coopération et compétition y sont présentés. Il est également présenté les différentes activités et les moyens de dépenser son argent. Il sera possible de personnaliser son avatar en modifiant son apparence mais aussi de le faire évoluer, puisque la participation à des missions, boulots ou activités sera récompensée par du cash ou de la réputation, ce qui permettra ensuite d'acheter des véhicules customisés, des propriétés et surtout d'améliorer les stats du personnage. GTA: Online sera amené à évoluer en permanence avec l'ajout de nouveaux contenus.
Le 29 août 2013 à 15 heures UTC est publié le trailer officiel de GTA V sur le site de Rockstar Games. Ce dernier a été réalisé à des fins promotionnelles pour la télévision. Ce trailer, annoncé deux jours plus tôt, présente beaucoup d'action et des dialogues permettant de se plonger dans l'intrigue du jeu et des trois personnages,.
| Date                                                            | Titre original                                                                                 | Musique ou chanson utilisée                           | Durée      |
| --------------------------------------------------------------- | ---------------------------------------------------------------------------------------------- | ----------------------------------------------------- | ---------- |
| 2 novembre 2011                                                 | Trailer                                                                                        | Ogdens' Nut Gone Flake de Small Faces                 | 1 min 24 s |
| 14 novembre 2012                                                | Official Trailer #2                                                                            | Skeletons de Stevie Wonder                            | 1 min 50 s |
| 30 avril 2013                                                   | Michael                                                                                        | Radio Ga Ga de Queen                                  | 1 min 17 s |
| 30 avril 2013                                                   | Franklin                                                                                       | Hood Gone Love It de Jay Rock                         | 1 min 3 s  |
| 30 avril 2013                                                   | Trevor                                                                                         | Are You Sure Hank Done It this Way de Waylon Jennings | 1 min 8 s  |
| 9 juillet 2013                                                  | Official Gameplay Video                                                                        | Bande-originale du jeu                                | 4 min 50 s |
| 29 août 2013                                                    | The Official Trailer                                                                           | Sleepwalking de The Chain Gang of 1974                | 1 min 1 s  |
| Sortie du jeu sur PlayStation 3 et Xbox 360 (17 septembre 2013) |                                                                                                |                                                       |            |
| 11 décembre 2013                                                | Xbox 360 TV Spot                                                                               | I Can't Wait de Stevie Nicks                          | 29 s       |
| 9 juin 2014                                                     | PlayStation 4, Xbox One & PC Announcement Trailer                                              | From Nowhere (Baardsen Remix) de Dan Croll            | 1 min 17 s |
| 12 septembre 2014                                               | "A Picket Fence and a Dog Named Skip"                                                          | Bande-originale du jeu                                | 1 min 15 s |
| 4 novembre 2014                                                 | First Person Experience                                                                        | -                                                     | 3 min 3 s  |
| 5 novembre 2014                                                 | PS3 to PS4 Comparison Video                                                                    | Bande-originale du jeu                                | 1 min 28 s |
| 10 novembre 2014                                                | The Official PlayStation 4 and Xbox One Launch Trailer                                         | Let's Go All the Way de Sly Fox                       | 1 min 1 s  |
| Sortie du jeu sur PlayStation 4 et Xbox One (18 novembre 2014)  |                                                                                                |                                                       |            |
| 2 avril 2015                                                    | 60 Frames-Per-Second PC Trailer                                                                | Lock and Load de MNDR (feat. Killer Mike)             | 1 min 19 s |
| 13 avril 2015                                                   | Introducing the Rockstar Editor                                                                | Bande-originale du jeu                                | 2 min 12 s |
| Sortie du jeu sur PC (14 avril 2015)                            |                                                                                                |                                                       |            |
| 11 juin 2020                                                    | Coming to New Generation Consoles                                                              | Haboglabotribin' de Bernard Wright                    | 1 min 37 s |
| 9 septembre 2021                                                | Grand Theft Auto V and Grand Theft Auto Online for PS5 and Xbox Series X/S – Coming March 2022 | Bande-originale du jeu                                | 1 min 11 s |
| Sortie du jeu sur PlayStation 5 et Xbox Series (15 mars 2022)   |                                                                                                |                                                       |            |
| 15 mars 2022                                                    | Grand Theft Auto V and GTA Online Out Now on PlayStation 5 and Xbox Series X/S                 | Baker Street de Gerry Rafferty                        | 57 s       |
| Sortie de la version améliorée du jeu sur PC (4 mars 2025)      |                                                                                                |                                                       |            |
| 15 avril 2025                                                   | Experience the Best Version of GTAV and GTA Online on PC with GTAV Enhanced                    | Bande-originale du jeu                                | 40 s       |

## Promotion
Le 24 octobre 2012, Rockstar dévoile le premier artwork de GTA V intitulé Pest Control ; celui-ci reprend un passage du premier trailer : elle montre un groupe de braqueurs sortant d'une camionnette de dératiseur pour attaquer un bâtiment,. Le studio de développement indique par la même occasion que d'autres informations seront dévoilées au mois de novembre. Le 30 octobre 2012, Rockstar Games annonce officiellement que le jeu sortira au printemps 2013, sur Xbox 360 et PlayStation 3. Le 5 novembre 2012, Rockstar annonce que la deuxième bande-annonce du jeu sera dévoilée le 14 novembre,, la date ayant été repoussée en raison de l'ouragan Sandy qui s'était abattu sur New York la semaine précédente. Le 8 novembre 2012 sort la version numérique du numéro de décembre du magazine Game Informer (la version papier sortant le 16 novembre) ; un article de dix-huit pages est consacré à GTA V. Le magazine présente notamment les nouveaux personnages jouables, Michael, Trevor et Franklin, et le système permettant de passer de l'un à l'autre, tout comme quelques points du gameplay, des activités et des missions qui incluront des braquages. La carte du nouveau Los Santos est présentée comme plus grande que celles de Grand Theft Auto: San Andreas, Grand Theft Auto IV et Red Dead Redemption réunies,. JeuxActu, qui représentait la France lors de la démonstration faite aux journalistes, dévoile son analyse du nouvel opus de la franchise quatre jours plus tard et publie de nouvelles captures du jeu : il est ainsi révélé que, contrairement aux autres GTA, la carte entière sera ouverte au joueur dès le départ ; il ne sera donc plus obligé de débloquer des zones pour avoir accès à l'intégralité de la ville.
Le 31 janvier 2013, Rockstar Games annonce que la sortie officielle de GTA V est repoussée au 17 septembre 2013, s'excusant au passage auprès des fans pour le retard dans le développement du jeu et sa commercialisation. Le 29 avril, soit pour les 5 ans de Grand Theft Auto IV, Rockstar offre la possibilité à ses fans s'apparaître dans le jeu en envoyant leur photo via leur religion Epsilon Program,.
La campagne publicitaire du jeu est marquée peu après la sortie du premier trailer de gameplay par la première pub TV du jeu. Elle a été diffusée sur la chaîne de télévision américaine FX. Il s'agit d'une version raccourcie de la vidéo de gameplay du jeu, d'une durée de 30 secondes.
Le 22 août, Rockstar Games annoncent qu'un futur tirage au sort sera effectué afin de faire gagner parmi les fans, une Bravado Banshee. Une voiture emblématique de la série recréé par West Coast Customs en association avec Rockstar Games. Le 3 septembre suivant, l'éditeur américain annonce que l'enseigne GameStop se chargera de cette récompense, via sa branche américaine seulement. Rockstar en profitent pour dévoiler quelques photos sous différents angles de vue du véhicules et postent le screen équivalent de cette dernière via GTA V.
Le 6 septembre, Rockstar Games dévoilent les cinq personnes ayant remporté la possibilité d'apparaître dans le jeu, et en profitent pour créer le site cultstoppers.com dédié à la secte fictive Epsilon et ces cinq personnes. Le 9 septembre, Rockstar Games sortent un album lié à la secte Epsilon intitulé "The Higher Reaches of Epsilon, Vol. 1" qui peut être écouté sur Spotify et être acheté sur iTunes.

## Éditions du jeu
GTA V sera mis en vente sous deux éditions en plus de la version standard, l'édition spéciale et l'édition collector. L'édition spéciale comprend un boitier "Steelbook" illustré d'un artwork exclusif, une map blueprint de Los Santos et de Blaine County, ainsi que des codes digitaux dans le jeu pour augmenter à la barre spéciale de capacité de 25 % plus rapidement, les défis aériens supplémentaires (5 au total qui augmentent la compétence de votre personnage dans le pilotage. Vous pourrez comparer vos temps avec vos amis et viser la première position sur le classement), des armes exclusives chez Ammu-Nation : le Pistolet Cal.50 et le Fusil Bullpup. Ces armes auront leurs propres accessoires et skins. Un marteau est également disponible en téléchargement avec une remise de 20 % sur les achats dans les boutiques du jeu, des items exclusifs dans la garde-robe ou dans les boutiques. Chacun des protagonistes obtiendra un costume, un article (chemise, hoodie et veste), une coiffure, du poil facial et un tatouage, tous exclusifs. L'Edition collector, en plus de ce qui précède, comprend un sac, une clef GTA V, une boite métallique, une spéciale New Era, ainsi que des codes digitaux dans le jeu pour utiliser Niko Bellic (protagoniste de GTA IV), Claude (protagoniste de GTA III) et Misty sur le mode multijoueur en tant que modèles de base lors de la création du personnage multijoueur. Un garage exclusif sera également présent afin d'y garer les véhicules. Le garage contiendra le CarbonRS et le Hotknife. Dans GTA Online, le garage et le Khamelion (exclusif au mode multijoueur) pourront être achetés à l'aide des sites web intégrés dans le jeu, qui seront accessibles à l'aide du téléphone portable de votre personnages multijoueur.
| Contenu                                 | Édition Standard      | Édition Spéciale      | Édition Collector     |
| --------------------------------------- | --------------------- | --------------------- | --------------------- |
| Disque du jeu                           | Oui                   | Oui                   | Oui                   |
| Accès à l'Atomic                        | Précommande seulement | Précommande seulement | Précommande seulement |
| Boitier Steelbook avec artwork exclusif | Non                   | Oui                   | Oui                   |
| Map imprimé sur papier bleu             | Non                   | Oui                   | Oui                   |
| Boost des capacités spéciales           | Non                   | Oui                   | Oui                   |
| Stunt plane trials                      | Non                   | Oui                   | Oui                   |
| Bonus vêtement, tatouages, etc.         | Non                   | Oui                   | Oui                   |
| Armes additionnelles                    | Non                   | Oui                   | Oui                   |
| Sac de sécurité                         | Non                   | Non                   | Oui                   |
| Grand Theft Auto V Clef                 | Non                   | Non                   | Oui                   |
| New Era Casquette                       | Non                   | Non                   | Oui                   |
| Personnages de customisation GTA Online | Non                   | Non                   | Oui                   |
| Véhicules uniques et garage             | Non                   | Non                   | Oui                   |

Un pack exclusif  GTA V PlayStation 3, qui comprend une PS3 Super Slim 500 Go, une copie physique sur Blu-ray de  GTA V et 30 jours PlayStation Plus d'abonnement d'essai a été annoncé par Sony à l'E3 2013. En plus du bundle, un casque Grand Theft Auto V Pulse - Elite Edition, produit par Sony et Rockstar Games, affiche un style créé spécialement pour GTA V.